# تپه سد برف‌آباد
تپه سد برف آباد مربوط به عصر مس و سنگ - دوره اشکانیان است و در شهرستان اسلام آباد غرب، بخش مرکزی، دهستان حومه جنوبی، ۳۰۰ متری جنوب شرقی روستای برف آباد، جنوب سد برف آّباد واقع شده و این اثر در تاریخ ۱۴ اسفند ۱۳۸۵ با شمارهٔ ثبت ۱۷۸۵۶ به‌عنوان یکی از آثار ملی ایران به ثبت رسیده است.